# Полихроматические таблицы Рабкина
Полихроматические таблицы Рабкина — диагностический инструмент для выявления дальтонизма и нарушений цветового зрения, определения его формы. Создан советским офтальмологом Е. Б. Рабкиным в 1936 году.
Таблицы представляют собой набор из 48 изображений с разноцветными кружками, являются одним из наиболее эффективных методов диагностики нарушений цветового зрения и широко используются в офтальмологической практике, а также при профессиональном отборе специалистов.

## История создания
Ефим Борисович Рабкин создал свои полихроматические таблицы в 1936 году. Их разработка была основана на предшествующих исследованиях японского офтальмолога Синобу Исихары, разработавшего свои диагностические таблицы в 1917 году.
Рабкин значительно усовершенствовал методику, расширив диагностические возможности. Важным отличием таблиц Рабкина от таблиц Исихары является дополнительная возможность выявления тританопии (нарушения восприятия синего цвета), а также более точная градация степени нарушений.

## Структура и состав
Полный набор таблиц Рабкина включает 48 полихроматических изображений, разделенных на две группы:
| Группа таблиц | Номера | Назначение                                                                                   |
| ------------- | ------ | -------------------------------------------------------------------------------------------- |
| Основные      | №1-27  | Дифференциальная диагностика форм и степени расстройства цветового зрения                    |
| Контрольные   | №28-48 | Уточнение диагноза в случаях стимуляции и диссимуляции (преувеличения или скрытия нарушений) |

Особенностью таблиц является их специальная конструкция — изображения состоят из мозаики цветных кружков различных оттенков. На этом фоне нанесены фигуры или цифры, также составленные из кружков, но других цветовых тонов. Принцип работы таблиц основан на явлении изохроматизма — одинаковой яркости цветов для людей с определенными нарушениями цветовосприятия.

## Методика проведения тестирования
Таблицы №1 и №2 являются демонстрационными — они одинаково хорошо видны как людям с нормальным цветовым зрением, так и дальтоникам. Их основная цель — познакомить испытуемого с принципом тестирования и создать комфортную психологическую обстановку.
Для проведения диагностики с помощью таблиц Рабкина необходимо соблюдать следующие условия:
- Естественное освещение (желательно северное) или стандартизированный источник света с цветовой температурой около 6500K
- Расположение таблиц на расстоянии 0,5-1 метр от глаз пациента
- Время демонстрации каждой таблицы — не более 5 секунд
- Проведение теста отдельно для каждого глаза

## Диагностические возможности
С помощью полихроматических таблиц Рабкина можно диагностировать следующие нарушения цветового зрения:
Протанопия
Полное отсутствие восприятия красного цвета
Дейтеранопия
Полное отсутствие восприятия зеленого цвета
Тританопия
Редкая форма дальтонизма с нарушением восприятия синего цвета
Протаномалия
Частичное нарушение восприятия красного цвета
Дейтераномалия
Частичное нарушение восприятия зеленого цвета
Тританомалия
Частичное нарушение восприятия синего цвета

## Преимущества
Полихроматические таблицы Рабкина обладают рядом существенных преимуществ:
Высокая точность диагностики
Выявление даже незначительных нарушений цветового зрения
Дифференциальная диагностика
Возможность определить конкретную форму и степень дальтонизма
Выявление симуляции
Специальные контрольные таблицы позволяют идентифицировать случаи преднамеренного искажения результатов
Скорость тестирования
Полное обследование занимает всего 5-10 минут
Доступность
Не требует специального оборудования и может применяться в любых медицинских учреждениях

## Применение
В настоящее время полихроматические таблицы Рабкина используются не только для клинической диагностики нарушений цветового зрения, но и при профессиональном отборе в тех сферах деятельности, где правильное цветовосприятие критически важно:
- В авиации
- На железнодорожном транспорте
- В морском флоте
- В электронной промышленности
- В текстильном производстве